# Barbara Pym
Barbara Pym, född 2 juni 1913 i Oswestry i Shropshire, död 11 januari 1980 i Finstock i Oxfordshire, var en brittisk författare.
"På 50-talet etablerade P. en trogen läsekrets med sina romaner om typiskt engelsk medelklassmiljö. Realism och karikerade bilder med ironisk överton gjorde hennes böcker populära. I sjutton års tid blev hon sedan i det närmaste bortglömd tills hennes romankonst återupptäcktes 1977 och man i henne såg en 'modern Jane Austen'. P. skriver helst om ogifta kvinnors dilemma med en godmodig stilla humor och torr ironi ..." (Litteraturhandboken, 1983)